# Código Emperador
Código emperador és una pel·lícula espanyola de thriller produïda per Vaca Films, dirigida per Jorge Coira i protagonitzada per Luis Tosar, Alexandra Masangkay i Georgina Amorós, entre d'altres.

## Trama
Thriller d'intriga que s'endinsa en la cara més oculta de la realitat soci-política espanyola i ambientat en les altes esferes del poder i l'espionatge, en el qual el protagonista se submergeix en els racons d'un sistema en el qual les aparences són enganyoses, la mentida està a l'ordre del dia i el xantatge és la millor moneda de canvi.

## Sinopsi
Juan (Luis Tosar) treballa per als serveis secrets. Amb la finalitat de tenir accés al xalet d'una parella implicada en el tràfic d'armes s'acosta a Wendy (Alexandra Masangkay), l'assistenta filipina que viu a la casa i estableix amb ella una relació que s'anirà tornant cada vegada més complexa. En paral·lel, Juan fa altres treballs no oficials per a protegir els interessos de les elits més poderoses del país, que ara han posat els seus ulls en Ángel González, un polític aparentment anodí els draps bruts del qual haurà de buscar o inventar amb l'ajuda de Marta (Georgina Amorós), la filla d'un reconegut actor.

## Repartiment
- Luis Tosar com Juan
- Alexandra Masangkay com Wendy
- Georgina Amorós com Marta
- Denis Gómez com Ángel
- Laura Domínguez com Ana
- Miguel Rellán com Galán
- María Botto com Charo
- Fran Lareu com Chema
- Juan Carlos Vellido com Azcona
- Arón Piper com Fernando
- Ayax Pedrosa com Goyito

## Producció
La pel·lícula és una producció de Vaca Films i Proyecto Emperador AIE, en coproducció amb Playtime, amb la participació de RTVE, Netflix, TVG i amb el suport de ICAA (Ministeri de Cultura), Agadic i Programa Media.
El rodatge va començar a l'abril de 2021 i es va dur a terme en ciutats com Bilbao, Madrid, La Corunya, Budapest i l'Havana.

## Estrena
La pel·lícula es va presentar el 18 de març de 2022, inaugurant el 25è Festival de Màlaga. A nivell domèstic fou distribuïda per A Contracorriente Films, es va estrenar en cinemes a Espanya el mateix dia. Netflix va adquirir els drets de distribució internacional.

## Recepció
Jonathan Holland, de ScreenDaily, va descriure la pel·lícula com "un viatge d'alta velocitat, intens i elegantment empaquetat pels foscos i desagradables túnels del poder estatal".

## Premis
| Any  | Premi                               | Categoria                      | Nominat                                       | Resultat | Ref           |
| ---- | ----------------------------------- | ------------------------------ | --------------------------------------------- | -------- | ------------- |
| 2023 | 21a edició dels Premis Mestre Mateo | Best Film                      | Best Film                                     | Nominat  | [ 10 ] [ 11 ] |
| 2023 | 21a edició dels Premis Mestre Mateo | Millor director                | Jorge Coira                                   | Nominat  | [ 10 ] [ 11 ] |
| 2023 | 21a edició dels Premis Mestre Mateo | Millor actor                   | Luis Tosar                                    | Nominat  | [ 10 ] [ 11 ] |
| 2023 | 21a edició dels Premis Mestre Mateo | Millor actor secundari         | Denís Gómez                                   | Nominat  | [ 10 ] [ 11 ] |
| 2023 | 21a edició dels Premis Mestre Mateo | Millor supervisió de producció | María Liaño                                   | Nominat  | [ 10 ] [ 11 ] |
| 2023 | 21a edició dels Premis Mestre Mateo | Millor banda sonora original   | Xavi Font, Elba Fernández                     | Nominat  | [ 10 ] [ 11 ] |
| 2023 | 21a edició dels Premis Mestre Mateo | Millor maquillatge i pentinat  | Susana Veira, Beatriz Antelo                  | Nominat  | [ 10 ] [ 11 ] |
| 2023 | 21a edició dels Premis Mestre Mateo | Millor so                      | Carlos Mouriño, Diego Staub, Yasmina Praderas | Nominat  | [ 10 ] [ 11 ] |